# 希尔顿酒店及度假村
希爾頓酒店及度假村（原稱：Hilton Hotels）是位於美國加利福尼亞州比佛利山的希爾頓旅館公司所使用的招牌，是世界上最大的連鎖酒店之一。目前所使用的名稱，是來自兩大分支，包括美國及英國的希爾頓飯店於2006年2月的重新統合。
希爾頓酒店在1943年，便成為美國第一個從東岸至西岸皆有連鎖飯店的公司。

## 旗下酒店

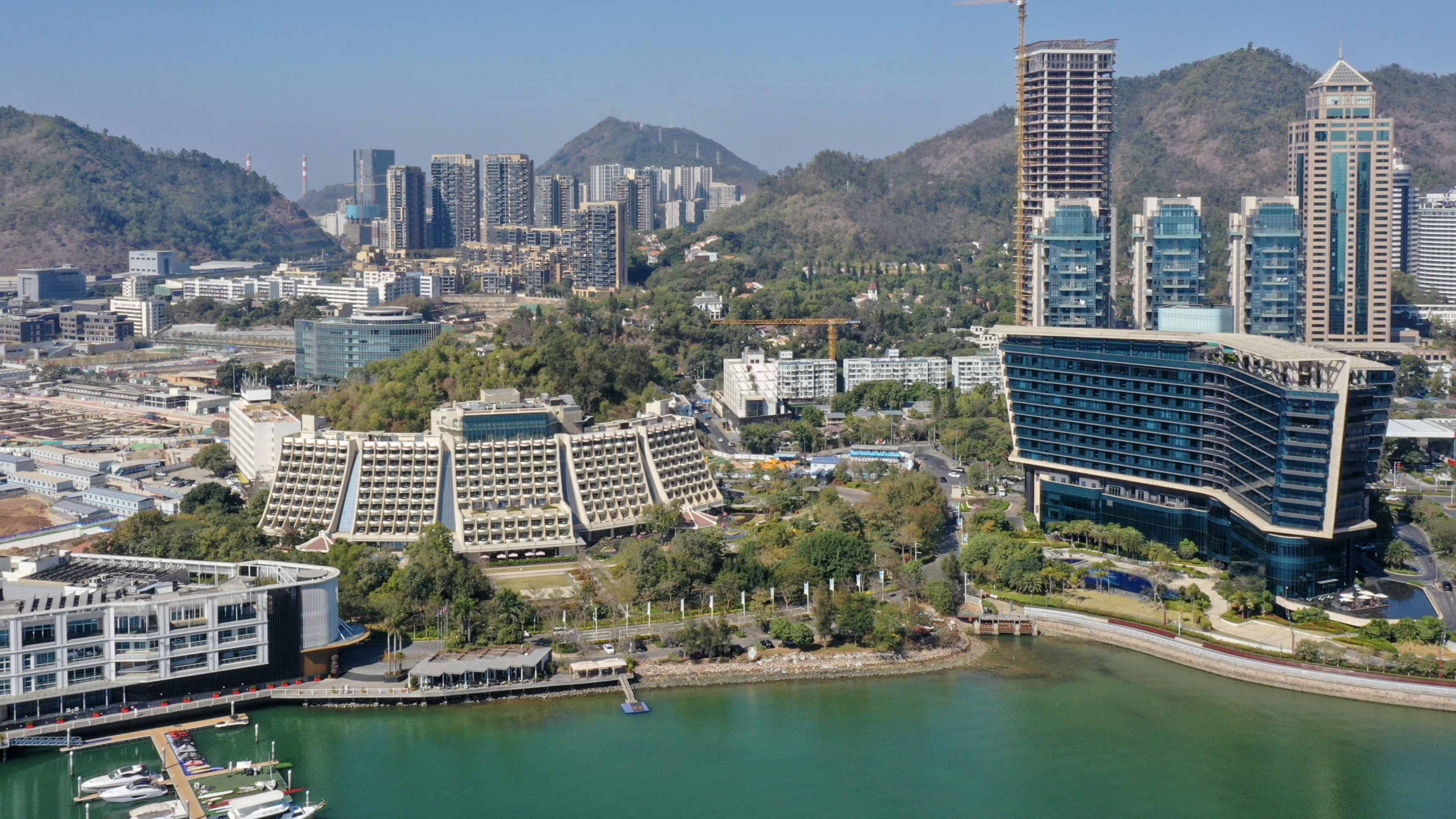
深圳蛇口希尔顿南海酒店

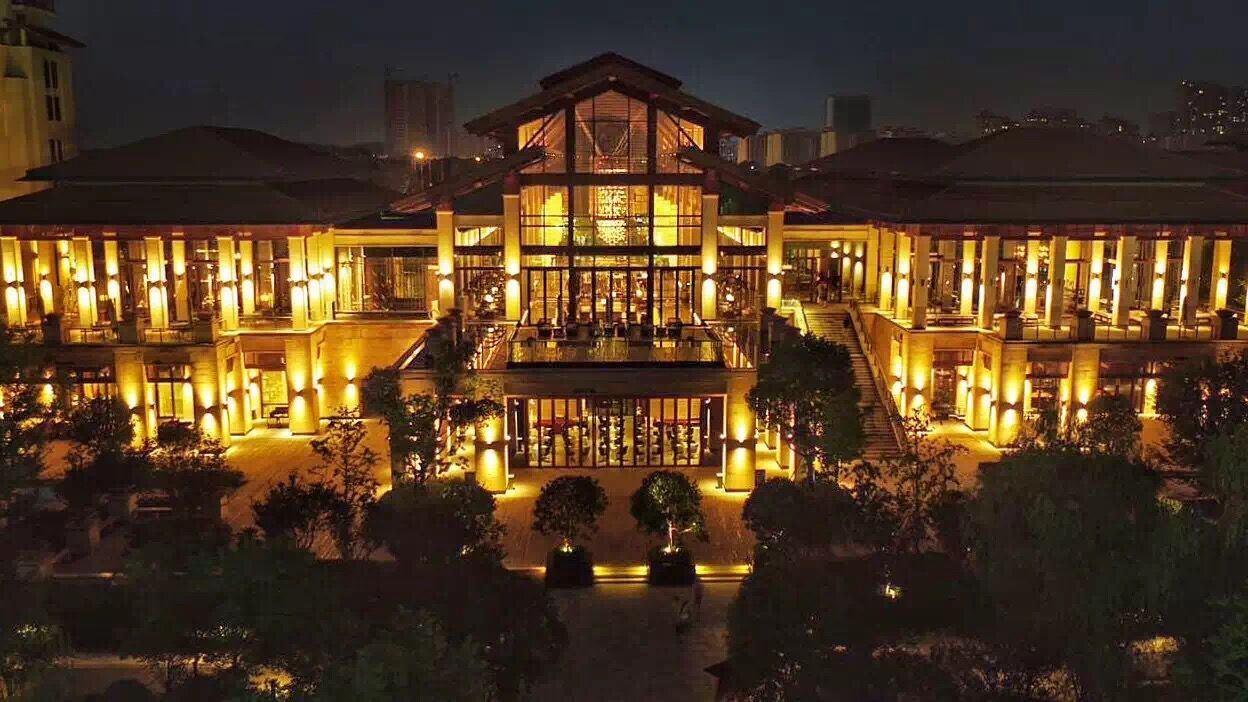
位于中国武汉光谷的希尔顿酒店

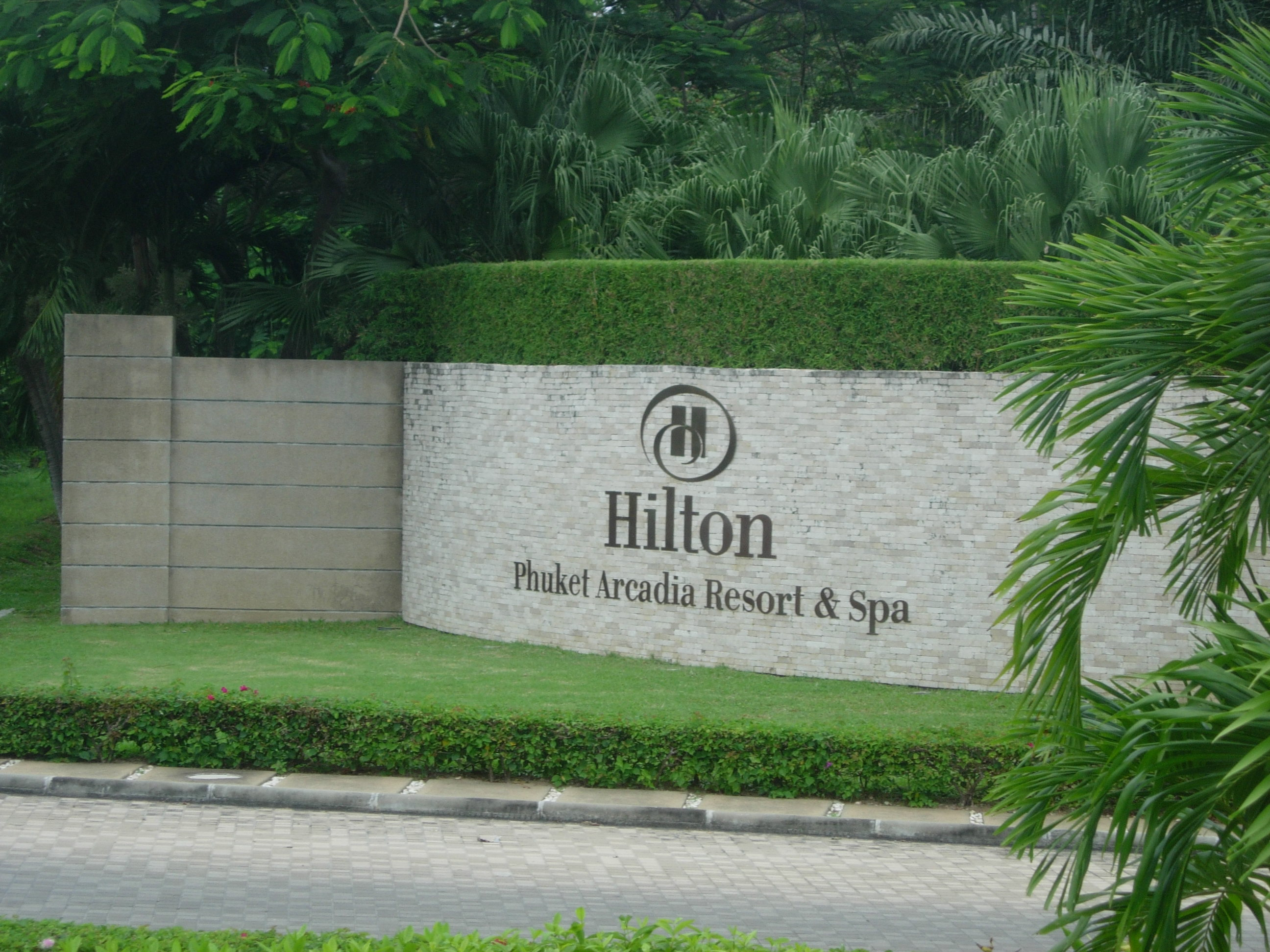
普吉希尔顿阿卡迪亚度假村的正门，图中的「H」标志为希尔顿集团的经典标志

### 中國大陸
- 北京東方希爾頓飯店
- 上海静安希爾頓飯店
- 廣州白雲萬達希爾頓酒店
- 廣州天河新天希爾頓酒店
- 中山利和希爾頓酒店
- 武汉光谷希爾頓酒店
- 大理實力希爾頓酒店
- 石家庄希尔顿酒店
- 乌鲁木齐希尔顿酒店
- 泉州泉商希尔顿酒店

### 台灣
- 台北新板希爾頓酒店

### 日本
- 東京希爾頓酒店
- 福岡希爾頓酒店
- 長崎希爾頓酒店
- 大阪希爾頓酒店
- 廣島希爾頓酒店

### 韓國
- 首爾希爾頓酒店
- 首爾希爾頓千禧酒店

### 泰國
- 普吉希尔顿阿卡迪亚度假村
- 泰國芭達雅希爾頓酒店

### 加拿大
- 温哥華鐵路鎮希爾頓酒店

## 前連鎖飯店
- 香港希爾頓酒店
- 台北希爾頓大飯店，成立於民國62年，現為台北凱撒大飯店

## 外部連結
- Hilton Family of Hotels （页面存档备份，存于）
- 希爾頓酒店集團 （页面存档备份，存于）（中文）